# Тетянин Гай
Тетянин Гай — один з об'єктів природно-заповідного фонду Полтавської області, ентомологічний заказник місцевого значення.

## Розташування
Заказник розташований в Новосанжарському районі, Полтавської області в районі села Клюсівка та селища міського типу Нові Санжари. Займає території Клюсівської сільської ради (11,4 га) та Державного підприємства «Новосанжарське лісове господарство» (0,5 га).

## Історія
Ентомологічний заказник місцевого значення «Тетянин Гай» був оголошений рішенням десятої сесії Полтавської обласної ради народних депутатів п'ятого скликання від 6 вересня 2007 року.

## Мета
Мета створення заказника — подальше поліпшення заповідної справи в Полтавській області, збереження цінних природних, ландшафтних комплексів, об'єктів тваринного і рослинного світу.

## Значення
Ентомологічний заказник місцевого значення «Тетянин Гай» має особливе природоохоронне, наукове, естетичне та пізнавальне значення. Система озер, що формують старе русло річки, являє собою цінний зразок заплавних ландшафтів.

## Загальна характеристика
Загальна площа ентомологічного заказника місцевого значення «Тетянин Гай» становить 11,9 га. Заказник займає заплаву річки Ворскла разом з прилеглою до неї системою озер.

## Фауна
Тваринний світ заказника включає цілий ряд регіонально рідкісних та червонокнижних видів комах. Крім того, досить багатою є орнітофауна заказника.